# Heksagram
Heksagram har også en anden betydning - se heksagram (bagua).
Et heksagram (græsk) eller Sexagram (latin) er et symbol eller piktogram bestående af seks linjer sammensat på en særlig måde. Det mest almindelige heksagram er Davidstjernen, der består af to trekanter lagt modsat over hinanden så de udgør en sekskantet stjerne. For heksagrammet i kinesisk tradition se I Ching. 

## Historie
Heksagrammet har været kendt i mange hinanden uafhængige kulturer siden bronzealderen; f.eks. har det haft vid udbredelse i såvel Ægypten som Indien, hvor det som så mange andre steder havde en magisk betydning. 

### Den indiske tradition
De to trekanter, der er låst sammen i hver sin retning, viser i hinduismen hen på skabelsen som en harmonisk forening af det feminine og det maskuline. Den nedadvendte trekant er Shakti (den guddommelige femininitet) og den opadvendte trekant er Shiva eller Agni Tattva, der er den fokuserede maskulinitet. Heksagrammet henviser i den forbindelse også til menneskets placering mellem himmel og jord.

### Jødedommen
Fra det 7. århundrede f.v.t. har man fundet davidstjernen i et segl, og fra det 7. og 8. århundrede f.v.t. kender man den også fra jødiske begravelsespladser i Italien og Spanien,hvor den var sat i forbindelse med navnet David. Heksagrammet er ligeledes blevet fundet i Capernaum Synagogen i Galilea og Beit Shearim dog uden, man kan forbinde den med jødedommen som sådan.
Forbindelsen mellem stjernen og Kong David er usikker og fortaber sig i myterne. Men i hvert fald en forklaring kan fremhæves, hvor stjernens magiske signifikans fremhæves. Den forklaring bygger på ligheden mellem heksagrammet og det skjold Kong David benyttede sig af som forsvar mod sine fjender. Deraf kommer også navnet Magen David, dvs. Davids beskytter, som er en omskrivende henvisning til Jahve (man kender en lignende omskrivning i Magen Abraham).
Davidstjernen blev ligeledes brugt af alkymisterne i det 16. århundrede e.v.t. som symbol på harmoni; en lignende betydning kan findes i foreningen af de to trekanter i stjernen, hvor den ene trekant betyder vand og den anden ild. Således skulle davidstjernen symbolisere Guds skaberværk.
Den første officielle brug af stjernen i forbindelse med betegnelsen af jøder finder man i Prag i 1354, da Kong Charles IV tillod jøderne at hejse et flag med en davidstjerne. I 1656 blev davidstjernen endelig som symbol forbundet med jødedommen, som korset er forbundet med kristendommen. 
Davidstjernen indgår også i det israelske flag, der blev skabt under den zionistiske konference i 1905.
Davidstjernen var almindelig under 2. verdenskrig, hvor Nationalsocialismen benyttede den til at betegne og udpege en person af jødisk oprindelse. Men allerede i 1799 blev davidstjernen brugt antisemitisk.
Ovenstående er i vid udstrækning en parafrase af Bent Lexners indlæg på religion.dk Arkiveret 28. januar 2022 hos  Wayback Machine

### Kristendommen
Indenfor kristendommen symboliserer heksagrammet skabelsens mysterie, idet det indeholder definitionen af almenbegreberne Mennesket og Livet:
Mennesket = Mand og Kvinde = Far, Gom, Søn og Mor, Brud, Datter;
Livet = Kærlighed og Sandhed = Vilje, Følelse, Tanke og Legeme, Sjæl, Ånd;

### Den arabiske tradition
Muslimerne kalder ofte den sekskantede stjerne for Solomons segl, men her hersker nogen forvirring, idet der også findes tradition for at bruge dette navn om pentagrammet. Solomons segl (aribisk: Khatem Sulayman) har være forstået som en mønt, med en hebræisk inscription af Guds navn, såvel som en signetring med et heksagram.
En del af forvirringen om hvorvidt Solomons segl er et heksa- eller pentagram skyldes bl.a., at Solomons segl oprindeligt betegnede et heksagram. Ifølge prof. Gershom Sholem betegnede Solomons segl således et heksagram helt frem til det 13. århundrede i Spanien; fra det 13. til det 15. århundrede blev såvel davidstjernen og Solomons segl brugt om heksagrammet. Det var først senere at davidstjernen blev forbundet med heksagrammet, mens Solomons segl blev forbundet med pentagrammet. Der er altså visse uoverensstemmelser mellem Bent Lexners (se herover) og Sholems beskrivelser, men det peger i sidste ende på, at der er stor forvirring omkring heksagrammets oprindelse og ikke mindst dets betydning, som varierer meget i forskellige traditioner.
Sholem fremhæver også i sit arbejde, at (heksagrammet) Solomons segl blev brugt på Bibler, der var blevet kopieret i de arabiske lande helt frem til det. 13. århundrede, og at denne tradition vandt indpas i hebræiske skrifter i Tyskland og Spanien. Men han understreger, at forbindelsen mellem heksagrammet og jødedommen udviklede sig over tid, og videre at heksagrammet næppe blev entydigt forbundet med jøderne før i Prag 1354.

### Laugstjernen
I Sydtyskland er heksagrammet forbundet med ølbryggernes laug og kan ses på øltønderne; stjernen er symbol på tapningen af øllet. Heksagrammet benævnes her enten som Bierstern (ølstjerne) eller som Brauerstern (bryggerstjerne).

### Frimurertraditionen
I T. Marrs’s værk Codex Magica citeres følgende fra Encyclopedia of Freemasonry, der er forfattet af to 33 grads frimurere: 
De sammenvævede trekanter eller deltaer symboliserer forningen af to principper eller kræfter, det aktive og det passive, det mandlige og det kvindelige, der gennemsyrer universet … De to trekanter, en hvid og en sort, sammenvævet, typificerer sammenblandingen af øjensynlige modsætninger i naturen, mørke og lys, fejlslutninger og sandhed, ondskab og godhed igennm hele menneskelivet.

## The unicursal hexagram
Det engelske ord unicursal hexagram, som vi ikke har noget tilsvarende enkelt dansk ord for, betyder et heksagram tegnet i én ubrudt linje. Mange thelemitter henregner oprindelsen af dette unicursal hexagram til Aleister Crowley, men i virkeligheden overtog Crowley symbolet fra The Hermetic Order of the Golden Dawn (dvs. det Gyldne Daggrys Hermetiske Orden) [kilde mangler]. Selve oprindelsen til heksagrammet tegnet i én linje skal formentlig søges hos den russiske ikonmaler Andrei Rublev (ca. 1370-ca. 1430), der benyttede denne type heksagram i sine malerier helt tilbage i begyndelsen af det 15. århundrede. [kilde mangler]